# 廊開府
廊開府（轉寫：cang-hwȃqt hnɰang-gaːy，派汶拼音：jang-wàt Nɔ̌ɔng-kaai，泰語發音：[t͡ɕāŋ.wàt nɔ̌ːŋ kʰāːj]）為泰國東北部之一個府。

## 歷史
該府原名為「曼派村」，原屬寮國的「萬象城」統治。拉達那哥欣王國時代，該村及萬象城被暹羅入侵佔據，暹羅人於1827年建立起防禦城池，命名為「廊開府」，並管轄「萬象城」（今寮國永珍）。直至1893年，暹羅才與法國按照中止糾紛協約，割去「萬象城」給法國。

## 地理
- 面積約為7,332.3平方公里，距首都曼谷約為615公里。其疆域北瀕寮國，以湄公河為界；南接烏隆府及沙功那空府；東連汶干府；西毗黎府。
- 廊開府的北部為治海低窪平原，東畔為高山間以叢林，西邊為連綿不絕的山脈，一直延伸至黎府，南方為高原地帶。該府三季氣候非常明顯 ，夏季可熱至41.8攝氏度；冬季則冷至5.2攝氏度；雨季時則雨量特多。漁業發達。

## 行政區域
廊開府原來分為17個縣，該等縣份轄下再分成共115個區和1,099條村。2011年3月23日，汶干縣等8個東北部的縣從廊開府獨立，成為汶干府。廊開府只餘下9個縣，共62個區和705條村。
| \| # \| 中文名 \| 泰文名 \| 英文名 \| \| -- \| ---------------------- \| ----------- \| ---------------- \| \| 1 \| 廊开府治县（英语：Mueang Nong Khai District） \| เมืองหนองคาย \| Mueang Nong Khai \| \| 2 \| 塔波县（英语：Tha Bo District） \| ท่าบ่อ \| Tha Bo \| \| 5 \| 蓬披赛县（英语：Phon Phisai District） \| โพนพิสัย \| Phon Phisai \| \| 7 \| 西清迈县（英语：Si Chiang Mai District） \| ศรีเชียงใหม่ \| Si Chiang Mai \| \| 8 \| 桑空县（英语：Sangkhom District） \| สังคม \| Sangkhom \| \| 14 \| 沙格莱县（英语：Sakhrai District） \| สระใคร \| Sakhrai \| \| 15 \| 福莱县（英语：Fao Rai District） \| เฝ้าไร่ \| Fao Rai \| \| 16 \| 拉达那瓦比县（英语：Rattanawapi District） \| รัตนวาปี \| Rattanawapi \| \| 17 \| 普达县（英语：Pho Tak District） \| โพธิ์ตาก \| Pho Tak \| |              |             |                  |
| # | 中文名       | 泰文名      | 英文名           |
| 1 | 廊开府治县   | เมืองหนองคาย | Mueang Nong Khai |
| 2 | 塔波县       | ท่าบ่อ        | Tha Bo           |
| 5 | 蓬披赛县     | โพนพิสัย      | Phon Phisai      |
| 7 | 西清迈县     | ศรีเชียงใหม่   | Si Chiang Mai    |
| 8 | 桑空县       | สังคม        | Sangkhom         |
| 14 | 沙格莱县     | สระใคร      | Sakhrai          |
| 15 | 福莱县       | เฝ้าไร่       | Fao Rai          |
| 16 | 拉达那瓦比县 | รัตนวาปี      | Rattanawapi      |
| 17 | 普达县       | โพธิ์ตาก      | Pho Tak          |

## 名勝古蹟
- 巒坡拍晒佛：位於廊開府直轄縣的坡猜寺（วัดโพธิ์ชัย，Wat Pho Chai）裡，為一坐禪金佛像，它是廊開府的鎮府之寶，每年6月份均在此舉行隆重的禮佛盛會和煙花盛會。
- 巴柯紀念碑（อนุสาวรีย์ปราบฮ่อ，Prap Ho Monument）：位於府署前面，是紀念1886年為暹羅入侵寮國邊境疆土而殉職的暹羅軍人而建，碑文刻有中文、英文、老撾文及泰文等四種文字，每年3月5日均在此舉行祭奠儀式。
- 拍它孟奔塔：位於廊開府直轄縣，為印度式佛塔，內有29位高僧的舍利子，每年泰曆二月份均舉行禮佛盛會。
- 拍昭翁迪佛：位於他帽縣的哇喃孔寺，它為廊開府的一尊重要大佛像，高4公尺，寬3.29公尺，始建於1562年。
- 探提瀑布（น้ำตกธารทิพย์，Namtok Than Thip）：又名達什瀑布，位於訕空縣的三層小瀑布，周邊環境優美。
- 探湯瀑布（น้ำตกธารทอง，Namtok Than Thong）：位於訕空縣，類似探提瀑布，廊開府的民眾喜歡前往休閒消遣。
- 哇欣瑪炳寺（วัดหินหมากเป้ง，Wat Hin Mak Peng）：位於是清邁縣，是修禪學佛的幽靜禪院，可欣賞「孔河」岸邊的天然美景。
- 巒坡拍猜砌它佛（หลวงพ่อพระเจ้าองค์ตื้อ，Luangpho Phrachao Ong Tue）：位於哇史明寺（Wat Si Chomphu Ong Tue），為一尊立姿佛像，深受民眾崇拜。
- 蒲牛寺：為野生動物保護區，其間有砂石山、森林、草原、山洞、瀑布，景致優美。而華蒲山嶺則是平面岩石區，可眺望寮國邊境的山巒。
- 寮國－泰國友好大橋（สะพานมิตรภาพไทย-ลาว，Lao Thai Friendship Bridge）：位於寮國與泰國邊境的湄公河上，大橋全長約1,774公尺，於1994年4月8日正式啟用。